# Kajbicskij rajon
Il Kajbicskij rajon, (in russo Кайбицский район?, in lingua tatara Qaybı rayonı, Кайбыч районы́), è un municipal'nyj rajon della Repubblica Autonoma del Tatarstan, in Russia. Istituito il 19 aprile 1991, occupa una superficie di circa 0,9 chilometri quadrati, suddiviso in 17 comuni rurali ha come capoluogo Bol'šie Kajbicy e conta altri 60 centri abitati.